# Cycle de Sabathé
 (mars 2019).
Si vous disposez d'ouvrages ou d'articles de référence ou si vous connaissez des sites web de qualité traitant du thème abordé ici, merci de compléter l'article en donnant les références utiles à sa vérifiabilité et en les liant à la section « Notes et références ».
Le cycle de Sabathé, appelé aussi cycle mixte de Sabathé, cycle de Trinkler ou cycle de Seiliger, est un cycle de fonctionnement des moteurs thermiques. 
Découvert au début du XXe siècle par deux scientifiques russes, Gustav Trinkler et Miron Seiliger, il s'inscrit dans la liste des cycles de moteurs à combustion interne.
Le cycle de Sabathé est un des cycles théoriques les plus généralistes qui soient avec le cycle de Carnot. Il permet d'expliquer les cycles D'Otto/ de Beau de Rochas (moteurs à essence, combustion uniquement à volume constant) et Diesel (moteur diesel, combustion uniquement à pression constante). Ces deux exemples de cycles thermodynamiques sont en réalité des cas particuliers du cycle de Sabathé. Il existe un cas où le cycle théorique de Diesel s'applique de manière plus adéquate que le cycle de Sabathé, celui des gros moteurs diesel (avec une grosse cylindrée) qui fonctionnent lentement (à très bas régime). 
Ce cycle est dit mixte car il a particularité de diviser sa combustion en deux parties l'une à volume constant et l'autre à pression constante. Cette décomposition semble plus adaptée à la réalité car elle permet une combustion complète et donc moins de rejets d’imbrûlés (monoxyde de carbone CO ou carburant non-utilisé).

## Processus
Le cycle se compose de 5 transformations élémentaires :
1. compression isentropique, adiabatique reversible  (1-2) ;
2. combustion à volume constant, isochore (2-3) ;
3. combustion à pression constante, isobare (3-4) ;
4. détente isentropique, adiabatique reversible (4-5) ;
5. refoulement à volume constant, isochore (5-1).

## Représentations graphiques

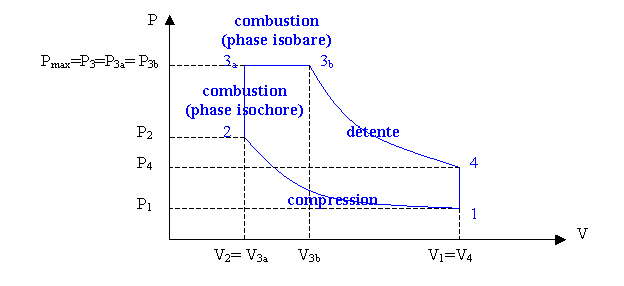
Cycle de Sabathé représenté sur le diagramme de Clapeyron (Pression P et Volume V)

Il est possible de représenter le cycle de Sabathé sur deux diagrammes :
- le diagramme de Clapeyron (Pression P, Volume V) ;
- le diagramme Température-Entropie (Température T, Entropie S)

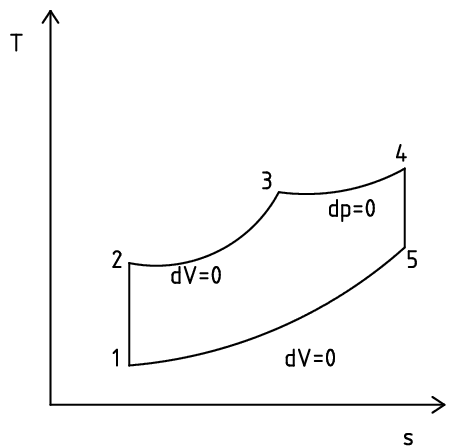
Cycle de Sabathé représenté sur un diagramme T,s (Température T et Entropie s)